# Matthew D. Lagan

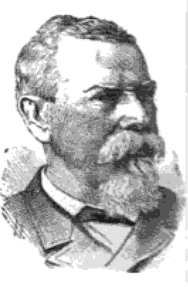
Matthew D. Lagan

Matthew Diamond Lagan (* 20. Juni 1829 in Maghera, Vereinigtes Königreich; † 8. April 1901 in New Orleans, Louisiana) war ein irisch-US-amerikanischer Politiker. Zwischen 1887 und 1891 vertrat er zweimal den Bundesstaat Louisiana im US-Repräsentantenhaus.

## Werdegang
Matthew Lagan besuchte die öffentlichen Schulen seiner irischen Heimat. 1843 kam er in die Vereinigten Staaten, wo er sich am 28. Dezember dieses Jahres in New Orleans niederließ. Dort wurde er im Handwerk und im Handel tätig. Zu Beginn des Bürgerkrieges rüstete er viele konföderierte Kriegsschiffe aus. Später wurde er selbst Mitglied in der Confederate States Navy. Nach dem Krieg begann Lagan in New Orleans als Demokrat eine politische Laufbahn. Im Jahr 1867 wurde er Mitglied des Stadtrates. 1879 gehörte er einer Versammlung zur Überarbeitung der Staatsverfassung an. Im Jahr 1882 war er als Vorsitzender des Stadtrats von New Orleans zeitweise amtierender Bürgermeister dieser Stadt.
Bei den Kongresswahlen des Jahres 1886 wurde Lagan im zweiten Wahlbezirk von Louisiana in das US-Repräsentantenhaus in Washington, D.C. gewählt, wo er am 4. März 1887 die Nachfolge von Nathaniel D. Wallace antrat. Da er im Jahr 1888 auf eine erneute Kandidatur verzichtete, konnte er bis zum 3. März 1889 zunächst nur eine Legislaturperiode im Kongress absolvieren. Sein Mandat fiel dann an den Republikaner Hamilton D. Coleman. Im Jahr 1890 kandidierte Lagan erneut für das US-Repräsentantenhaus. Nach seinem Wahlsieg konnte er am 4. März 1891 Coleman wieder ablösen und seinen alten Sitz im Kongress wieder einnehmen. Bis zum 3. März 1893 verbrachte er damit eine weitere Legislaturperiode im Kongress.
Nach seinem endgültigen Ausscheiden aus dem US-Repräsentantenhaus zog sich Lagan aus der Politik zurück. Er starb am 8. April 1901 in New Orleans und wurde dort auch beigesetzt.